# Papež
Papež (latinsko in italijansko papa, grško πάππας pappas – oče) je škof Škofije Rim, metropolit in vrhovni duhovni vodja vseh katoliških Cerkva, tako rimskokatoliške kot vzhodnih katoliških Cerkva. 
Poleg te duhovne vloge je papež tudi absolutni monarh neodvisne in samostojne države Vatikan, ki je enklava znotraj italijanskega glavnega mesta Rim. Pred letom 1870 je papeževa posvetna oblast obsegala velik del osrednje Italije, kar je bilo znano pod imenom Papeška država. Trenutni papež je Američan Leon XIV.

## Uradni naslovi
- rimski škof
- vikar Jezusa Kristusa
- naslednik prvaka apostolov
- summus pontifex (vrhovni poglavar Cerkve)
- pontifex maximus[1], naslov so papeži začeli uporabljati po propadu Bizantinskega cesarstva[2]
- Patriarh zahoda (papež Benedikt XVI. tega naslova ni uporabljal, papež Frančišek pa ga je vrnil v uporabo)[3]
- primas Italije
- škof in metropolit Metropolije Rim
- suveren vatikanske mestne države (od 1929)
- servus servorum Dei (služabnik Božjih služabnikov)

## Sedanji in nekdanji simboli papežev
Enako kot škofje in drugi visoki cerkveni dostojanstveniki, ima tudi vsak papež svoj osebni grb z geslom.
Ključa nebeškega kraljestva, simbol zanje sta dve prekrižana ključa, zlati in srebrni, med sabo povezana z rdečo ali zlato vrvico, se pojavljata tako na papeževem osebnem grbu, na grbu Svetega sedeža in na vatikanski zastavi. Ponazarjata obljubo, ki jo je Kristus dal apostolu Petru, zapisano v Evangeliju po Mateju: (Mt 16,19) »Dal ti bom ključe nebeškega kraljestva; in kar koli boš zavezal na zemlji, bo zavezano v nebesih; in kar koli boš razvezal na zemlji, bo razvezano v nebesih.« Simbolizirata tudi simbolno moč in pristojnost delovanja papeške oblasti, tako v posvetnih kot verskih zadevah.
Papeška tiara (Triregnum) je stilizirana škofovska kapa oz. mitra, okronana s tremi kronami. Poslednji trije papeži so kronanje s tiaro zavrnili in so na svečani inavguraciji nosili mitro. Papež Pavel VI. je po kronanju njemu namenjeno tiaro dal prodati, s 
tem denarjem pa dal zgraditi naselje za brezdomce v predmestju Rima. Papež Pavel VI. je bil znan po svoji skromnosti in zavzetosti za socialno pravičnost, kar se je odražalo tudi v njegovih dejanjih.
Papeški prstan (ribiški prstan), (lat. anulus piscatoris), je zlati prstan, na njem je vrezana podoba sv. Petra, kako meče mrežo s čolna in ime papeža, kateremu pripada. Prstan se prvič omenja leta 1265, v pismu papeža Klemena IV. njegovemu nečaku, v katerem je bilo zapisano, da papež overja dokumente z okoli vratu obešenim papeškim pečatom, osebna pisma pa pečati z ribiškim prstanom. Prstan na roko novoizvoljenega papeža namesti kamerleng (dekan kardinalskega zbora). Ta prstan je simbol papeške avtoritete in se ob papeževi smrti ali odstopu tradicionalno uniči, da se prepreči njegova zloraba. Postopek uničenja vključuje zarezanje prstana z nožem ali drugim ostrim predmetom. To dejanje označuje tudi konec pontifikata.
Za razliko od kardinalov, nadškofov in škofov papež nima običajne škofovske palice, temveč uporablja palico iz 13. stoletja, ki ima na vrhu razpelo.
Palij se novoizvoljenemu papežu nadene ob inavguraciji. Na papeškem paliju je največkrat izvezenih šest črnih križev, ki predstavljajo težo in odgovornost sprejetega poslanstva.
Umbracullum ali Umbraculum, znan tudi kot ombrellino ali papalino, je majhen dežnik ali baldahin, ki se uporablja v katoliški cerkvi. Tradicionalno je bil del papeških insignij in se je uporabljal za zaščito papeža pred soncem ali dežjem med procesijami. Umbraculum je pogosto narejen iz svile in je okrašen z zlatimi in rdečimi polji, ki simbolizirajo papeško avtoriteto. Danes se umbraculum uporablja predvsem kot simboličen predmet in je prisoten v nekaterih cerkvenih obredih ter v nekaterih t.i. velikih bazilikah, kjer označuje, da je cerkev pod neposredno jurisdikcijo Svetega sedeža. V času sedisvakance papeža se uporablja papeški grb z umbraculumom na zgornjem delu.
Papamobil je posebej zasnovano vozilo, ki ga papež uporablja med javnimi nastopi. Namenjen je temu, da je papež bolj viden množicam, ko jih pozdravlja. Prvič je bil uporabljen leta 1965, ko je papež Pavel VI. uporabil predelan Lincoln Continental za pozdravljanje množic v New Yorku. Obstaja več različnih modelov papamobilov, nekateri so odprti, drugi pa imajo neprebojna stekla, kar je postalo nujno po poskusu atentata na papeža Janeza Pavla II. leta 1981 (glej: Mehmet Ali Ağca). Papamobili so zasnovani tako, da papežu omogočajo sedenje ali stoječe pozdravljanje množic, odvisno od situacije in varnostnih potreb.

## Pontifikat in Sveti sedež
Delovanje papeža se nedoločeno imenuje »papeštvo«, časovno določeno pa pontifikat. Njegova cerkvena oblast se imenuje Sveti sedež (latinsko Sancta Sede).

## Zgodovina
Prvi rimski škof in papež, Sveti Peter, je bil eden od Jezusovih apostolov. V Novem veku je bila večina papežev po rodu Italijanov, dokler ni leta 1978 papež postal Poljak Janez Pavel II.
Naziv »papež« je bil sprva bolj vzdevek kot uradno imenovanje in so ga do okoli leta 200 uporabljali za vsakega škofa, ki je izkazoval posebno pastoralno skrb ali sposobnost. Do okoli leta 470 so ta naziv dobivali vsi rimski škofje. Šele v času pontifikata papeža Gregorja VII. je bil izdan odlok, ki je uradno določil rabo tega naziva za rimske škofe in je prepovedal uporabo za vse druge škofe.
Večinoma so papeži pozitivno prispevali k dobrobiti človeštva, vendar obstajajo izjeme. Papeži so v zgodovini, predvsem v srednjem veku, imeli tudi politično moč. Najvplivnejši papež vseh časov naj bil Inocenc III. (1198–1216), ki je bil tako rekoč vladar Evrope. Tedanji papeži so se namreč sklicevali na trditev, da je papež nad posvetnimi vladarji, kakor so tudi Božji zakoni nad državnimi.

### Protipapež
Z nazivom protipapež v zgodovini označujemo osebo, ki si lastila pontifikat, ne da bi bila nanj kanonsko in pravilno izvoljena. Protipapež je po navadi obstajal zaradi doktrinarnega nasprotovanja Cerkvi ali pa zaradi zmede, kdo naj bi bil zakonito izvoljeni papež (glej: Zahodna shizma).

### Posebnosti
Poglavarja koptske pravoslavne cerkve prav tako imenujejo »papež«, navadno pa ga od rimskega razločijo s tem, da ga poimenujejo »koptski papež« ali »aleksandrijski papež«.

## Apostolsko nasledstvo
Po krščanskem izročilu in na podlagi zapisa v Novi zavezi o Petru, kot skali, na kateri bo Jezus zgradil svojo cerkev (Mt 16,18) kristjani verujejo, da je Jezus imenoval sv. Petra za prvega rimskega škofa, kar je postavilo temelje za nadaljnji razvoj Cerkve in utrdilo primat papežev.
Apostolsko nasledstvo je krščansko prepričanje, da so škofje nasledniki apostolov, ki so jih postavili Jezusovi učenci. To nasledstvo zagotavlja kontinuiteto cerkvene oblasti in nauka od apostolov do današnjih dni. Vključuje posvečenje škofov s polaganjem rok, kar simbolizira prenos duhovne avtoritete in milosti.
Po mnenju nekaterih teologov in cerkvenih zgodovinarjev (npr. Hansa Künga) naj ne bi obstajala zadostna verodostojna zgodovinska dejstva, na podlagi katerih bi se lahko dokazalo, da so škofje v neposrednem in izključnem pomenu nasledniki apostolov. Nikakor namreč naj ne bi bila dokazana veriga »polaganja rok«, ki bi segala od apostolov skozi začetna obdobja krščanskih skupnosti vse do današnjih škofov, pa tudi ne od sv. Petra do papežev (kot rimskih škofov). Ta zapis avtorja Hansa Künga sicer nasprotuje okrožnici papeža Frančiška Luč vere - Lumen Fide, v kateri je zapisano: »Gospod je podaril svoji Cerkvi dar apostolskega nasledstva, ki služi edinosti vere in njenemu neokrnjenemu predajanju naprej. Z apostolskim nasledstvom je zagotovljena nepretrganost spomina Cerkve.«

## Papeški primat, nadoblast in nezmotljivost
Papeški primat, nadoblast in nezmotljivost so ključne doktrine (verske resnice) v katoliški cerkvi, ki so bile razglašene na Prvem vatikanskem koncilu (glej: Pastor aeternus), od katerih ima vsak svoj pomen in posledice:
Papeški primat

Ta doktrina trdi, da ima papež kot rimski škof najvišjo oblast v Cerkvi. Velja za vesoljnega pastirja in vrhovnega poglavarja s polno, vrhovno in neposredno jurisdikcijo nad celotno Cerkvijo.
Papeška nadoblast

Ta koncept razširja idejo primata in poudarja, da papeževa avtoriteta ni le simbolična, temveč tudi praktična. To pomeni, da noben škof, kardinal, sinoda ali ekumenski koncil ne more preglasiti papeževih odločitev.
Papeška nezmotljivost

Doktrina o papeški nezmotljivosti, opredeljena med prvim vatikanskim koncilom leta 1870, navaja, da je papež nezmotljiv, ko razglasi dogmo ex cathedra (s sedeža sv. Petra) o zadevah vere in morale. Ta nezmotljivost naj bi bila božanska zaščita pred napakami.

Ti nauki so bili formalizirani, da bi okrepili edinost in avtoriteto Cerkve, zlasti v času političnih in teoloških izzivov.